# 斯尼烏山
31°45′S 24°36′E / 31.75°S 24.6°E

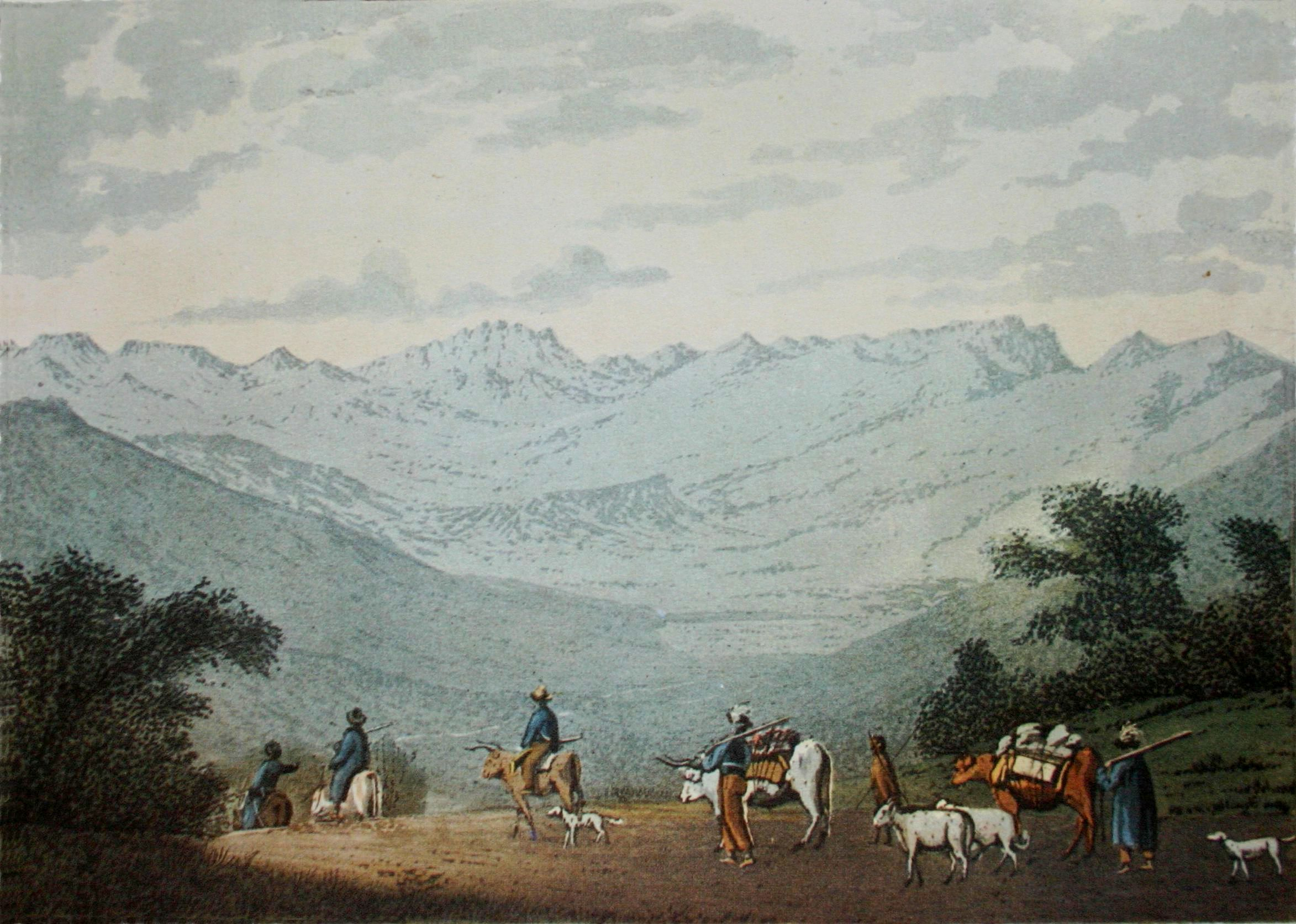

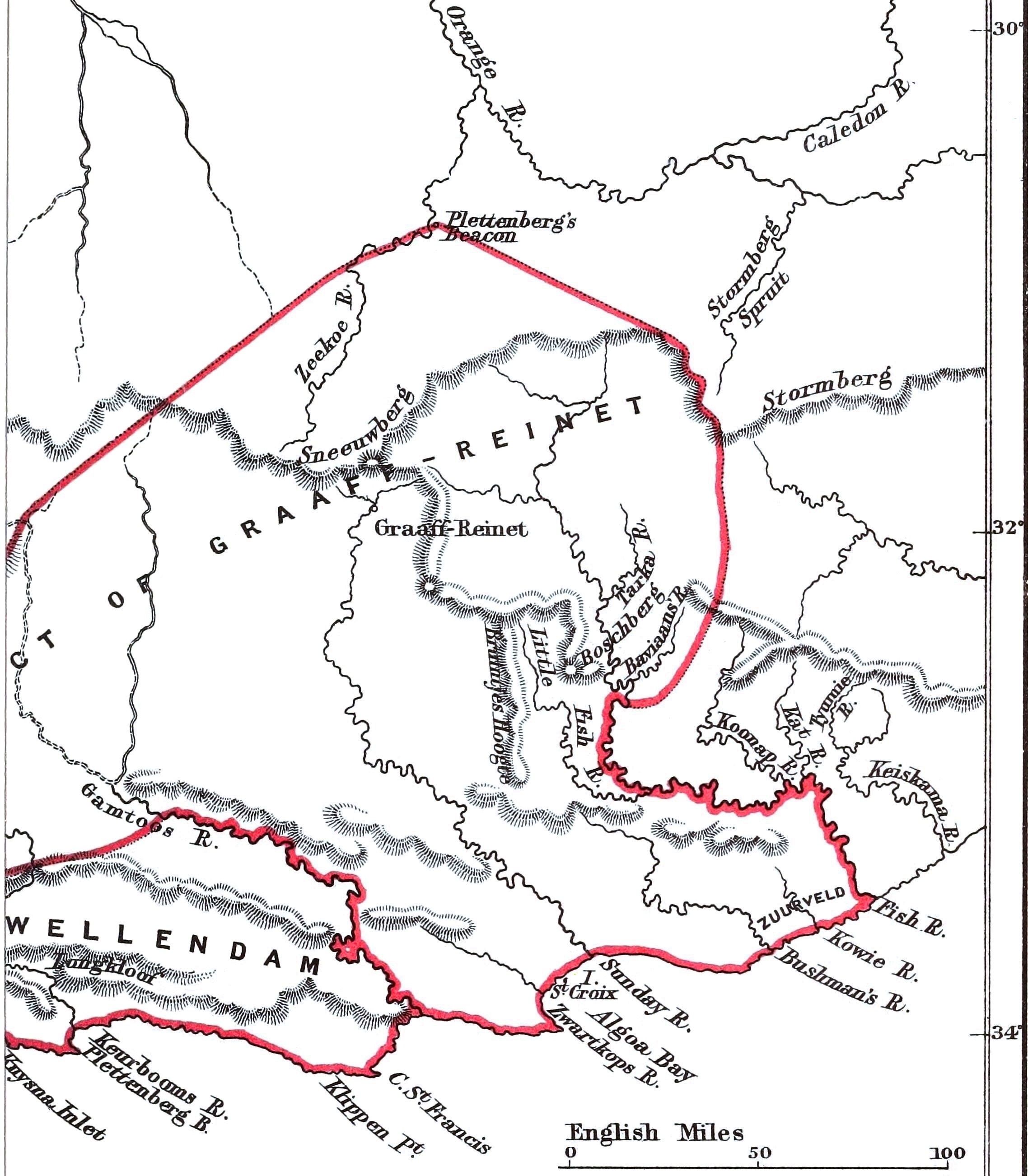

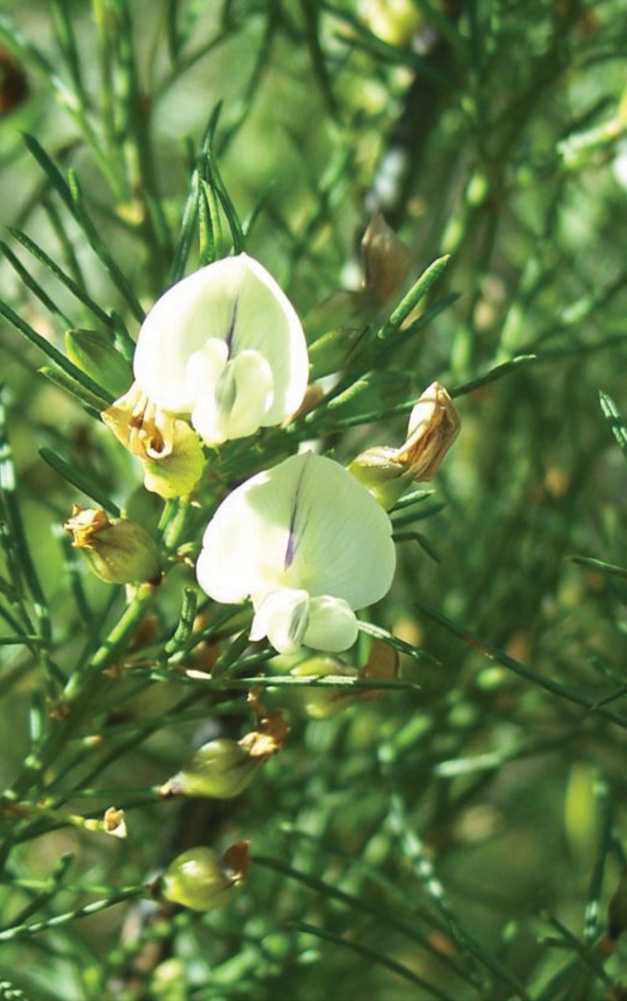

斯尼烏山是南非的山脈，位於該國東南部東開普省，處於首都比勒陀利亞以南700公里，該山脈最高點海拔高度2,074米，山體由砂岩組成。